# Spiral: Suiri no kizuna
Spiral: Suiri no kizuna (スパイラル -推理の絆-?) es un manga japonés escrito por Kyō Shirodaira e ilustrado por Eita Mizuno y publicado en la revista Shōnen Gangan, terminando con 15 tankōbon. Existe también una versión de anime compuesta que consta de 25 episodios.

## Personajes
Ayumu Narumi (鳴海歩 Narumi Ayumu?)
Voz por: Ken'ichi Suzumura, Daniel Katsük (inglés)
Tiene 16 años, es guapo, muy inteligente y buen deportista. Pese a su aspecto impasivo, vive atormentado por estar a la sombra de su hermano, Kiyotaka, al que todo el mundo considera mejor y que él es solo una copia. Tiene la capacidad de sobrepasar a su hermano mayor pero él no cree en sí mismo, por lo que su autoestima es aún más baja. Siempre dice que no es lo bastante bueno y parece compararse con todo lo que hizo su hermano. Ayumu es muy amable, apacible y protector para con Madoka. Su punto fuerte es definitivamente la cocina. Suele decir "La melodía de la lógica siempre suena con las notas de la verdad".
Hiyono Yuizaki (結崎ひよの Yuizaki Hiyono?)
Voz por: Asami Seto, Caitlin Glass (inglés)
Tiene 16 años y es la editora de la revista del colegio. Algo infantil y muy cotilla, aunque muy lista. Se preocupa muchísimo de Ayumu y está todo el día detrás de él. Resulta ser muy útil en algunas situaciones de tensión a las que Ayumu se enfrenta. Párece que le gusta Ayumu.
Eyes Rutherford (アイズ·ラザフォード Me Razafōdo?)
Voz por: Akira Ishida, John Burgmeier (inglés)
Es actualmente el líder de los Blade Children. Es un poco solitario y parece ser insensible, pero en el fondo es una persona completamente diferente. Es muy decidido, lo que le hace parecer muy obstinado. Le disgusta huir de los Cazadores y preferiría luchar contra ellos. Eyes hace todo lo que puede para ayudar y asegurar la supervivencia de los Blade Children a toda costa, lo que le hace seguir las palabras de Kiyotaka aun cuando no crea en ellas del todo. Parece que cree en Ayumu al verle con los Blade Children. Eyes sólo confía en Kanone y parece distante a todos los demás. Esto podría ser porque es el único de los Blade Children que parece saber la verdad sobre estos y Kiyotaka. Aunque se mantenga aislado puede comunicarse con él a pesar de la distancia. Su relación más fuerte es con Kanone Hilbert y más adelante con Ayumu. Aparte de esto, guarda las distancias con el resto de los Blade Children. Confía profundamente en Kanone y sigue intentando creer en las palabras de Kiyotaka. Es un pianista de fama mundial.
Kanone Hilbert (カノン·ヒルベルト Hiruberuto Kanone?)
Voz por: Kenji Nojima, Christopher Bevins (inglés)
Se muestra siempre muy simpático y amistoso, aunque en el fondo está dispuesto a matar a todos los Blade Children debido a su destino.Tiene mucha confianza en sus creencias y ninguna en Kiyotaka y Ayumu, pues cree que los Blade Children pueden salvarse solos, sin ninguna intervención de Kiyotaka o Ayumu. Al parecer Kanone no conoce límites. Él iría tan lejos como estuviera en sus mano para matar a alguien que dé falsas esperanzas a los Blade Children, espacialmente a Eyes. Esta desesperanza aparece ya que el considera que Eyes es la única persona en la que puede confiar. Kanone puede resultar también una persona muy manipuladora; ya que lee fácilmente la mente y el corazón de algunas personas. Es uno de los pocos que conocen la verdad absoluta sobre los Blade Children y su verdadera situación. Fue quien enseñó a los Blade Children todo lo que saben, siendo un factor muy importante para su supervivencia. La relación de Kanone con los Blade Children es cercana, pero no confía plenamente en ellos. Kousuke, Rio y Ryouko mantienen siempre la distancia cada vez que Kanone está cerca y siempre que Kanone aparente ser "lindo" bajan la guardia. Es amante de los gatos y el takoyaki.
Kiyotaka Narumi (鳴海清隆 Narumi Kiyotaka?)
Voz por: Kazuhiko Inoue, Christopher Sabat (inglés)
Es el hermano desaparecido de Ayumu, y si bien nunca se lo muestra, es un personaje fundamental en la historia, ya que es clave en el misterio de los Blade Children.
Madoka Narumi (鳴海まどか Narumi Madoka?)
Voz por: Kotono Mitsuishi, Gwendolyn Lau (inglés)
Es la esposa de Kiyotaka. Es policía. Es muy buena en su trabajo, muy responsable y decidida. Su objetivo en la vida es encontrar a Kiyotaka.
Kousuke Asazuki (浅月香介 Asazuki Kōsuke?)
Voz por: Takeshi Kusao, Greg Ayres (inglés)
Es arrogante, agresivo y un completo "baka" (idiota), según Rio. Por su naturaleza agresiva, Kousuke se muestra siempre muy impaciente y no parece confiar completamente en Eyes. Por esto mismo siempre acaban enfrentándose . A pesar de que Kousuke actúe así, es una persona humanitaria, sobre todo con Ryouko, hacia quien tiene sentimientos muy profundos. Su madre falleció en un accidente cuando él tenía 3 años. Se desconoce quien es su padre. Más tarde, fue al Instituto Morikawa hasta la edad de 14 años, pero en su segundo curso ocurrió asaltó a un profesor y después desapareció. No es el más listo de los Blade Children, pero complementa esto con un gran carácter y determinación. 
Rio Takeuchi (竹内理緒 Takeuchi Rio?)
Voz por: Yui Horie, Monica Rial (inglés)
Linda, inocente y la más pequeña de los Blade Children. Rio es la que hace las bombas del grupo y la que aporta el valor al equipo. Es una persona muy humanitaria y amable pero cuando es necesario, puede usar su mirada inocente para manipular a la gente y que hagan lo que ella desea. Incluso sin esta técnica suya, todavía tiene la capacidad de pensar en modos de escaparse en una situación arriesgada. Tiene además una gran facilidad para crear bombas. Detesta cuando sus planes se ven desvartados. Rio es la creyente más fuerte del grupo entero. Ella una vez dijo a Eyes que quería creer en las palabras de Kiyotaka incluso si fueran imposibles. Su pasado es desconocido.
ya que es tan inocente le suelen pasar cosas pervertidas
Ryoko Takamachi (高町亮子 Takamichi Ryōko?)
Voz por: Hitomi Kato, Laura Bailey (inglés)
Es muy atlética (un as en el campo y pistas de atletismo)y muy popular por ello. En cierto modo, no admite ser una Blade Children y no se mete en estos asuntos; más bien tiene una vida normal como estudiante. Ella tiene aversión hacia Eyes porque odia a la gente que daña a otros, y más tarde por obligarla a ayudar nuevamente a los Blade Children en su cometido. Esto hace su conexión con los demás muy distante aunque es una persona muy sociable. Se la pasa mandoneando a Kousuke, aunque en el fondo quizá sea su forma de expresar sus sentimientos por él. Su pasado es confuso, pero se sabe que ella fue abandonada o utilizada por Yaiba y más tarde Kousuke vino a ayudarla.
Sayoko Shiranagatani (白長谷小夜子 Shiranagatani Sayoko?)
Voz por: Mai Nakahara, Elise Baughman (inglés)
Es una muchacha muy tranquila y apacible. Tiene una personalidad muy fuerte debido a su habilidad para creer en el futuro de los Blade Children, independientemente del destino que les depara. 
Ella perdió la memoria y actualmente sufre la amnesia.

## Anime
Realizada por el estudio J.C.Staff, la serie fue estrenada por la cadena televisiva TV Tokyo el 7 de abril de 2002 y contó con 25 episodios. El anime solo adapta los seis primeros volúmenes del manga, por lo que el final de la serie es diferente al manga. Fue dirigida por Shingo Kaneko, con música de Akira Mitake y el diseño de los personajes de Yumi Nakayama.

## Banda sonora
- "Kibouhou" por Strawberry Jam - Opening.
- "Cocktail" por Histeric Blue - Ending.